# Giovanni Battista Giusti
Giovanni Battista Giusti (* etwa 1625; † etwa 1693) war ein italienischer Cembalobauer. Er lebte in Lucca. Von 1648 bis 1664 wurde Giusti von Giovanni Battista Boni und ab 1665 von Girolamo Zenti als Cembalobauer ausgebildet. Von 1676 bis 1693 führte er in Lucca eine eigene Werkstatt.

## Erhaltene Instrumente
Giusti werden etwa 20 Instrumente zugeschrieben. Von denen sind vermutlich nur die Hälfte authentisch.
Zwei der Instrumente, ein Cembalo aus dem Jahr 1679 im Privatbesitz in Bologna und ein Cembalo aus dem Jahr 1681 im Besitz des Historischen Museums Basel zeichnen sich teils wegen einer für italienische Cembali ungewöhnlichen Disposition aus, da sie außer den üblichen zwei 8′-Registern zusätzlich ein 4′-Register besitzen. Die anderen besitzen die üblichen beiden 8′-Register.
Ein weiteres Instrument aus dem Jahr 1677 befindet sich im Bestand des Museumsbergs Flensburg. Es wurde im 18. Jahrhundert überarbeitet, indem es in ein reich bemaltes Gehäuse auf einem geschnitzten und vergoldeten Gestell eingelassen worden ist. Der Deckel des Gehäuses ist innen mit bemalten Leinwänden, die Landschaften zeigen, beklebt. Die äußere Bemalung auf seegrünem Grund entstand in Frankreich um 1730 nach Stichvorlagen von Claude Gillot, Antoine Watteau und Peter Paul Rubens.